# Andrzej Wasilewski (artysta wizualny)
Andrzej Wasilewski (ur. 1975) – polski artysta wizualny.

## Edukacja i praca
Studiował na Wydziale Sztuk Pięknych UMK w Toruniu (1995–2000). Dyplom w pracowni prof. Jana Pręgowskiego w 2000 roku. W 2009 roku obronił pracę doktorską „Sidła - złudzenie interaktywności” w dziedzinie Sztuk Plastycznych w dyscyplinie Sztuki Piękne. Od 2010 roku pracuje w Akademii Sztuki w Szczecinie na Wydziale Sztuk Wizualnych jako adiunkt.

## Prace w kolekcjach
- wideoinstalacja obraz i podobieństwo (2005) została zakupiona w ramach Narodowego Programu Kultury „Znaki Czasu” przez Dolnośląskie Towarzystwo Zachęty Sztuk Pięknych.
- instalacja jamoje (2005) została zakupiona w ramach Narodowego Programu Kultury „Znaki Czasu” przez Centrum Sztuki Współczesnej Znaki Czasu w Toruniu.
- wideoinstalacja transfuzja (2006) w zbiorach kolekcji MONA Inner Space w Poznaniu
- prace z cyklu pin-ups (2007) w zbiorach kolekcji Galerii Piekary w Poznaniu oraz w kolekcji Galerii Bielskiej BWA, Bielsko-Biała

## Nagrody i stypendia
- wyróżnienie czasopisma Artluk na XXII Festiwal Polskiego Malarstwa Współczesnego w Szczecinie, 2008
- stypendium twórcze Ministerstwa Kultury i Dziedzictwa Narodowego RP, 2007
- nagroda główna Marszałka Województwa Pomorskiego na TRANSVIZUALIACH 007, 2007
- nagroda krytyków Galerii Pokaz, 2005
- stypendium twórcze Ministra Kultury RP, 2005
- nagroda Rektora Akademii Sztuk Pięknych we Wrocławiu / nagroda Marszałka Województwa Dolnośląskiego na 7 konkursie im. Eugeniusza Gepperta, 2005

## Wystawy
indywidualne:
- Love Will Tear Us Apart, Galeria m2 [m kwadrat], Warszawa, 2011
- Fallout, Galeria XX1, Warszawa, 2011
- tolerancja błędu, Otwarta Pracownia, Kraków, 2011
- pin-ups, Zona Sztuki Aktualnej, Łódź, 2010
- feedback, Galeria 2.0, Warszawa, 2010
- bycie i czas, Galeria Nowy Wiek, Zielona Góra, 2010
- agal hazahab, CSW Łaźnia, Gdańsk, 2009
- re,- re,- rewitalizacja, Muzeum im. L. Wyczółkowskiego, Bydgoszcz, 2009
- eksperyment arbiterium, Galeria Piekary, Poznań, 2008
- eksperyment nequitum, Galeria Manhattan, Łódź, 2008
- Życie jest gdzie indziej, Galeria Dla..., Toruń, 2007
- c.d.n.n., Galeria XX1, Warszawa, 2007
- TRANSFUZJA_#02 (alfa), Galeria Oranżeria CRP, Orońsko, 2006
- TRANSFUZJA_#01 (betatest), Galeria ON, Poznań
- jamoje, Galeria Krytyków Pokaz, Warszawa, 2005
- fałszowanie przedmiotów sztuki, Galeria nad Wisłą, Toruń, 2004
- Anomalia meteoropatyczne, Wieża Ciśnień, Bydgoszcz, 2003
- zapuszkowanie, Galeria Krytyków Pokaz, Warszawa, 2003
- nic, Galeria Sztuki Wozownia, Toruń, 2003

zbiorowe:
- Gute Nachbarschaft? Deutsche Motive in der polnischen Gegenwartskunst / Polnische Motive in der deutschen Gegenwartskunst, Kunstraum Kreuzberg / Bethanien, Berlin (Niemcy), 2011
- Going Green, Crossing Art Gallery, Nowy Jork (USA), 2011
- ArtVilnius'11, LITEXPO Lithuanian Exhibition and Convension Centre, Wilno (Litwa), 2011
- Survival 9, Park S. Tołpy, Wrocław, 2011
- PINK PONG. Perspektywy sztuki, Szczecińskie Towarzystwo Zachęty Sztuk Pięknych, Willa Lenza, Szczecin, 2010
- The Prague contemporary festival Tina B. - solutions and evolution / platonic lives, Nostic Palace, Praga (Czechy)
- Mediations Biennale, Beyond Mediations, Centrum Kultury Zamek, Poznań, 2010
- ArteSantander 2010 XIX Feria Internacional de Arte Contemporaneo, Palacio de Exposiciones y Congresos, Santander (Hiszpania), 2010
- Coexistence, Tembi Contemporary, Yogyakarta (Indonezja), 2010
- Glamour, 6 Międzynarodowy Festiwal Sztuki Wizualnej inSPIRACJE, Szczecin, 2010
- Slick 09, Centquarte, Paryż (Francja), 2009
- Erased Walls - Contemporary Art in Central and Eastern Europe, Freies Museum, Berlin (Niemcy), 2009
- Mixed Media Art Communication, 10-box Gallery, Sendai (Japonia), 2009
- Performance Festival ’09, Aizu Art College, Mishima (Japonia), 2009
- MMAC International Exhibition, Yamabiko Gallery, Mishima (Japonia), 2009
- Looking for a NEW EARTH, Sojo Gallery, Kumamoto (Japonia), 2009
- The First International Contemporary Art Fair ArtVilnius'09, Lithuaniar Exhibition Centre LITEXPO, Wilno (Litwa), 2009
- Sztuka po godzinach, CSW Łaźnia, Gdańsk, 2009
- Lucim żyje, CSW Znaki Czasu, Toruń, 2009
- Fantomy i fetysze, Galeria ABC, Poznań, 2009
- Epidemia, Zona Sztuki Aktualnej, Łódź, 2009
- Entopia – harmonia miasta, (działania w przestrzeni miasta, projekt Galerii Wozownia), Toruń, 2008
- Berliner Liste, Fair for contemporary art, Beriln (Niemcy), 2008
- Maszyny pożądające, Zona Sztuki Aktualnej, Łódź, 2008
- Projekt 8784h, Galeria XRay, Luboń k. Poznania, 2008
- Mediations Biennale - [un]human error, Galeria Naród Sobie, Poznań, 2008
- XXII Festiwal Polskiego Malarstwa Współczesnego, Zamek Książąt Pomorskich, Szczecin, 2008
- Pole widzenia Festiwal multimedialny animacja / wideo, CSW Znaki Czasu, Toruń, 2008
- V Triennale Młodych, CRP, Orońsko, 2008
- Trzecia odsłona (wystawa kolekcji Dolnośląskiego Towarzystwa Zachęty Sztuk Pięknych), Muzeum Architektury, Wrocław, 2008
- Mów do mnie. Jeszcze, BWA Studio, Wrocław, 2008
- Sexhibicja, Studio ACH! Stowarzyszenie Pracowni Twórczych, Warszawa, 2008
- Sztuka po godzinach, Galeria Promocji Młodych, BOK, Łódź, 2008
- error_002: perpetuum soundscreen mobile, BWA Studio, Wrocław, 2007
- Bielska Jesień, Galeria Bielska BWA, Bielsko-Biała, 2007
- Przeciąg Festiwal Sztuki Młodych, Zamek Książąt Pomorskich, Szczecin, 2007
- TRANSVIZUALIA 007: MEDIASCREAM! [STYMULACJA-SYMULACJA], Gdynia, 2007
- II IN OUT, CSW Łaźnia, Gdańsk, 2007
- Survival 5 Przegląd młodej sztuki w ekstremalnych warunkach, Wrocław, 2007
- Obrazy jak malowane, Galeria Bielska BWA, Bielsko-Biała, 2006
- Zdążyć przed zachodem słońca < 15 lecie Galerii Nad Wisłą, Państwowa Galeria Sztuki Wozownia, Galeria nad Wisłą, Dom Muz, Toruń (działania w przestrzeni miejskiej – z Marią Wasilewską), 2006
- Screen Festiwal Sztuki Internetu Wyobraźnia Ekranu, Toruń, 2006
- Und. Plattform zur Präsentation von Kunstinitiativen in Karlsruhe plus internationaler Gäste, Ehemaliger Supermarkt, Karlsruhe (Niemcy), 2006
- Unga polska konstnärer, Polska Instituten, Sztokholm (Szwecja), 2006
- Konstmässan, Expo Center, Sztokholm (Szwecja), 2006
- 6 Krajowa Wystawa Malarstwa Młodych, 7 Konkurs im. Eugeniusza Gepperta, BWA „Awangarda” Wrocław, 2005
- I Biennale Młodej Sztuki Europejskiej Supermarket Sztuki V/1 Toleruj mnie, Warszawa, 2005
- Tidsvittnen, Polska Instituten, Sztokholm (Szwecja), 2005
- Zeitzeugnisse, Polnisches Institut, Berlin (Niemcy), 2005
- Rozpoznanie – demontaż doświadczeń, Galeria Arsenał, Poznań, Galeria Bielska BWA, Bielsko-Biała, 2005 Galeria Bałucka, Łódź (2006)
- Bielska Jesień, Galeria Bielska BWA, Bielsko-Biała, 2003
- sUB/human/lives/culture/SCAPES, KEIN BESTANDTEIL SEIN, Berlin (Niemcy), 2003
- Genius loci, hala magazynowa Merinotex S.A., Toruń, 2003